# Ptychamalia narogena
Ptychamalia narogena är en fjärilsart som beskrevs av William Schaus 1901. Ptychamalia narogena ingår i släktet Ptychamalia och familjen mätare. Inga underarter finns listade.